# Enrique García Ojeda
Enrique García Ojeda   (Los Corrales de Buelna, 21 de gener de 1972) és un pilot de ral·lis càntabre guanyador de l'Intercontinental Rally Challenge 2007 i del Campionat d'Espanya de Ral·lis d'Asfalt 2008.
Debutà en els ral·lis l'any 1996 amb un Renault 5 GT Turbo al Ral·li de Torrelavega, debutant en el Campionat d'Espanya de Ral·lis d'Asfalt l'any 1998. Des del 2001 pilota Peugeot.